# Santa Mónica (California)

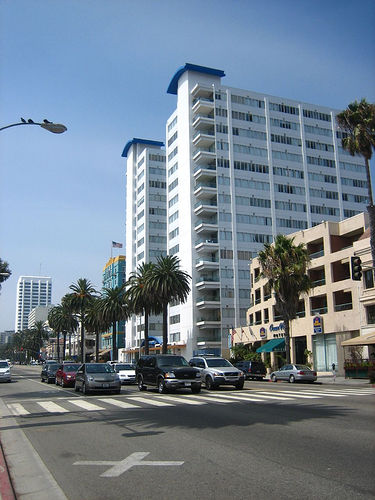
Centro de la ciudad de Santa Mónica.

Santa Mónica (oficialmente, Santa Monica) es una ciudad situada en el condado de Los Ángeles, California, Estados Unidos. Tiene una población estimada, a mediados de 2023, de 89 922 habitantes.
Se localiza a orillas del océano Pacífico, a unos 30 minutos del centro de Los Ángeles.
Es un popular balneario debido a su clima, playas e infraestructura hotelera. Tiene una economía diversificada, lo que se refleja en el hecho de que es la sede de empresas e instituciones como Hulu, Activision Blizzard, Universal Music Group, Lionsgate Enterainment, SIE Santa Monica Studio y The Recording Academy.

## Etimología

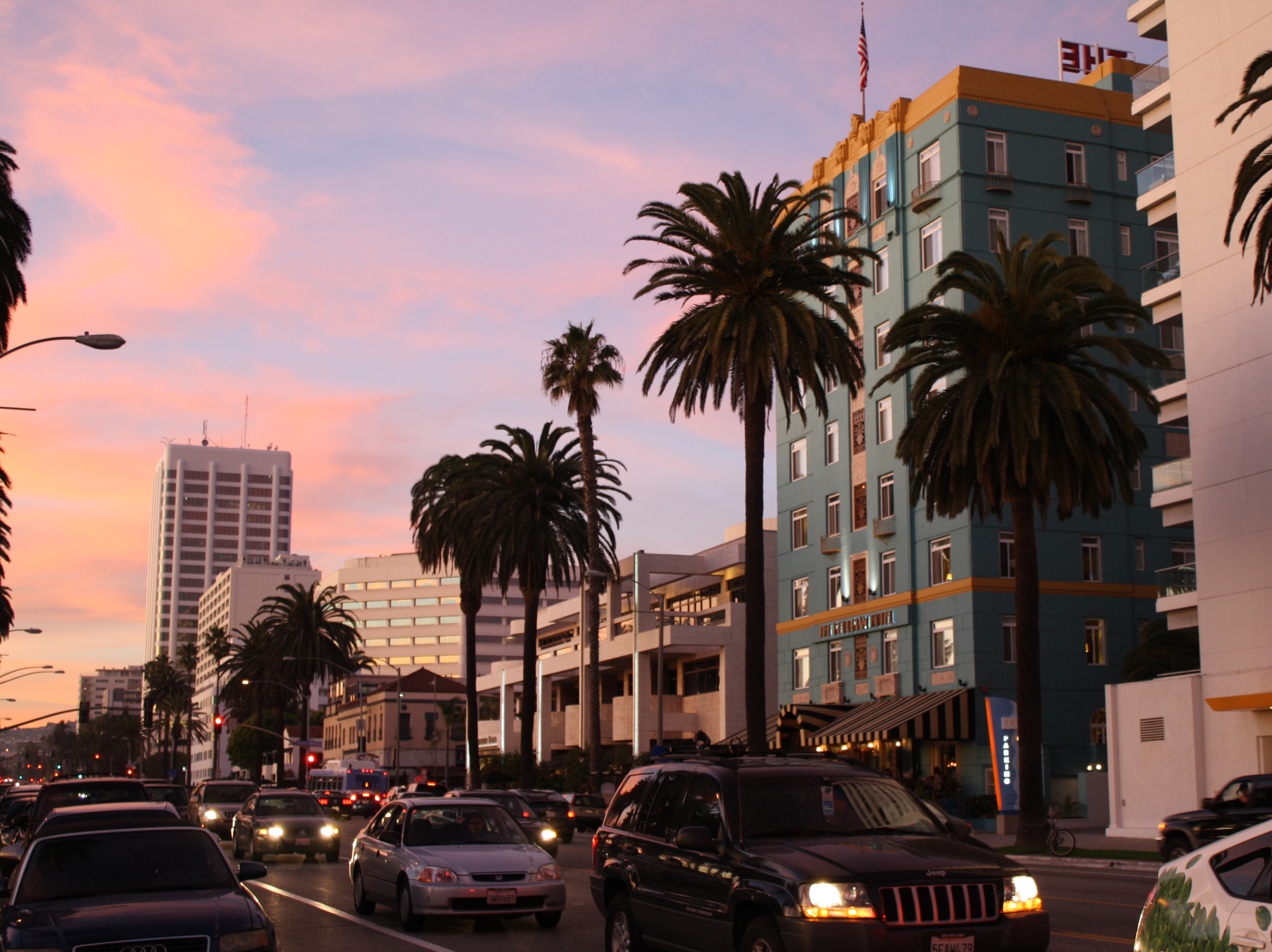
Ocean Avenue

Los primeros habitantes de la zona de Los Ángeles llegaron hace más de 10 000 años. Los tongva se asentaron en sus Fuentes Sagradas, aprovechando el fructífero entorno y los extraordinarios paisajes que los rodeaban. Así prosperaron y cuidaron la tierra durante milenios. 
En 1769 los exploradores los encontraron en lo que hoy es el campus de la University High School. El nombre “Santa Mónica” se atribuye al padre Juan Crespi, quien formó parte de esa expedición. Se dice que vio las gotas de agua de los manantiales y las imaginó como las lágrimas de Santa Mónica.

## Geografía
Según la Oficina del Censo, la ciudad tiene una superficie total de 44.48 km², de los cuales 21.78 km² corresponden a tierra firme y 22.70 km² están cubiertos de agua.

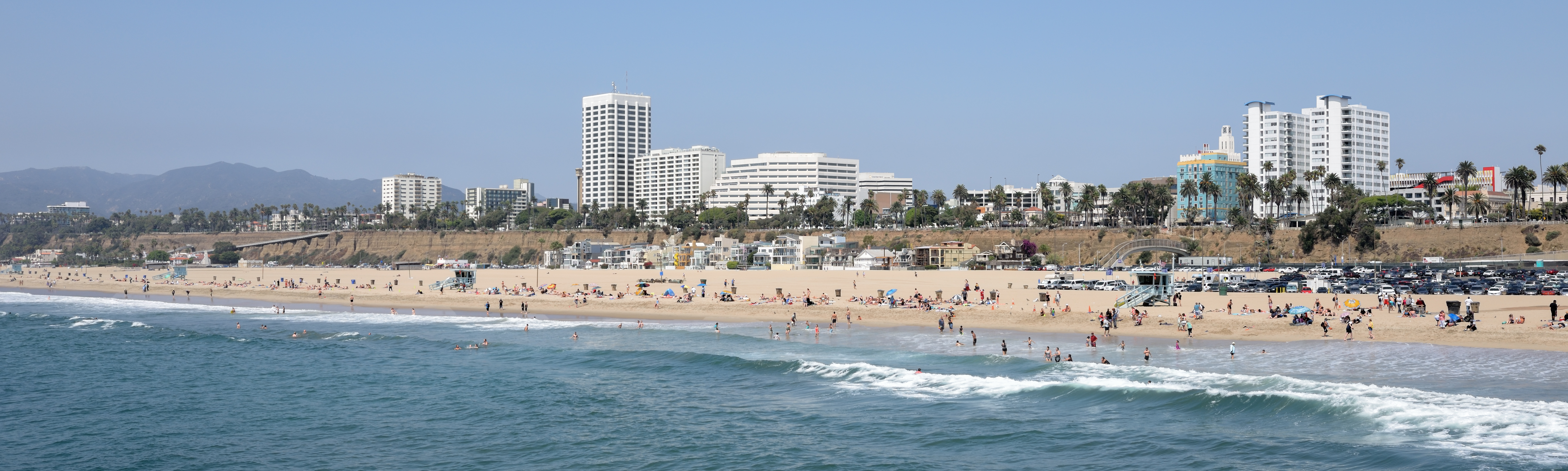
Santa Monica State Beach

| Parámetros climáticos promedio de Santa Mónica Pier, California | Parámetros climáticos promedio de Santa Mónica Pier, California | Parámetros climáticos promedio de Santa Mónica Pier, California | Parámetros climáticos promedio de Santa Mónica Pier, California | Parámetros climáticos promedio de Santa Mónica Pier, California | Parámetros climáticos promedio de Santa Mónica Pier, California | Parámetros climáticos promedio de Santa Mónica Pier, California | Parámetros climáticos promedio de Santa Mónica Pier, California | Parámetros climáticos promedio de Santa Mónica Pier, California | Parámetros climáticos promedio de Santa Mónica Pier, California | Parámetros climáticos promedio de Santa Mónica Pier, California | Parámetros climáticos promedio de Santa Mónica Pier, California | Parámetros climáticos promedio de Santa Mónica Pier, California | Parámetros climáticos promedio de Santa Mónica Pier, California |
| Mes                                                             | Ene.                                                            | Feb.                                                            | Mar.                                                            | Abr.                                                            | May.                                                            | Jun.                                                            | Jul.                                                            | Ago.                                                            | Sep.                                                            | Oct.                                                            | Nov.                                                            | Dic.                                                            | Anual                                                           |
| --------------------------------------------------------------- | --------------------------------------------------------------- | --------------------------------------------------------------- | --------------------------------------------------------------- | --------------------------------------------------------------- | --------------------------------------------------------------- | --------------------------------------------------------------- | --------------------------------------------------------------- | --------------------------------------------------------------- | --------------------------------------------------------------- | --------------------------------------------------------------- | --------------------------------------------------------------- | --------------------------------------------------------------- | --------------------------------------------------------------- |
| Temp. máx. abs. (°C)                                            | 29.4                                                            | 31.7                                                            | 32.2                                                            | 32.8                                                            | 33.9                                                            | 33.3                                                            | 32.8                                                            | 35                                                              | 34.4                                                            | 37.2                                                            | 37.8                                                            | 31.7                                                            | 37.8                                                            |
| Temp. máx. media (°C)                                           | 17.6                                                            | 17.3                                                            | 16.9                                                            | 17.8                                                            | 18.1                                                            | 19.4                                                            | 21                                                              | 21.3                                                            | 21.5                                                            | 20.8                                                            | 19.5                                                            | 17.6                                                            | 19.1                                                            |
| Temp. mín. media (°C)                                           | 10.5                                                            | 10.8                                                            | 11.4                                                            | 12.4                                                            | 13.9                                                            | 15.6                                                            | 17                                                              | 17.3                                                            | 17.1                                                            | 15.4                                                            | 12.8                                                            | 10.4                                                            | 13.7                                                            |
| Temp. mín. abs. (°C)                                            | 1.1                                                             | 1.7                                                             | 0.6                                                             | 3.9                                                             | 6.1                                                             | 7.2                                                             | 9.4                                                             | 10.6                                                            | 6.7                                                             | 5.6                                                             | 2.8                                                             | 1.1                                                             | 0.6                                                             |
| Precipitación total (mm)                                        | 72.1                                                            | 87.4                                                            | 49.8                                                            | 16.8                                                            | 5.3                                                             | 1                                                               | 0.3                                                             | 1                                                               | 3.3                                                             | 12.7                                                            | 27.4                                                            | 47.8                                                            | 324.9                                                           |
| Días de lluvias (≥ 1 mm)                                        | 7.0                                                             | 7.9                                                             | 5.1                                                             | 2.4                                                             | 1.0                                                             | 0.4                                                             | 0.1                                                             | 0.5                                                             | 1.0                                                             | 0.8                                                             | 2.5                                                             | 4.0                                                             | 32.7                                                            |
| Fuente: NOAA                                                    |                                                                 |                                                                 |                                                                 |                                                                 |                                                                 |                                                                 |                                                                 |                                                                 |                                                                 |                                                                 |                                                                 |                                                                 |                                                                 |

## Demografía
Según el censo de 2020, en ese momento la ciudad tenía una población de 93 076 habitantes. La densidad de población era de 4273 hab/km².
| Raza                   | Núm.   | Porc.   |
| ---------------------- | ------ | ------- |
| Blancos                | 63 383 | 68.10%  |
| Afroamericanos         | 3776   | 4.06%   |
| Amerindios             | 539    | 0.58%   |
| Asiáticos              | 8602   | 9.24%   |
| Isleños del Pacífico   | 123    | 0.13%   |
| De otras razas         | 5347   | 5.74%   |
| De una mezcla de razas | 11 306 | 12.15%  |
| Total                  | 93 076 | 100.00% |

Del total de la población, el 14.55% eran hispanos o latinos de cualquier raza.

## Atracciones turísticas

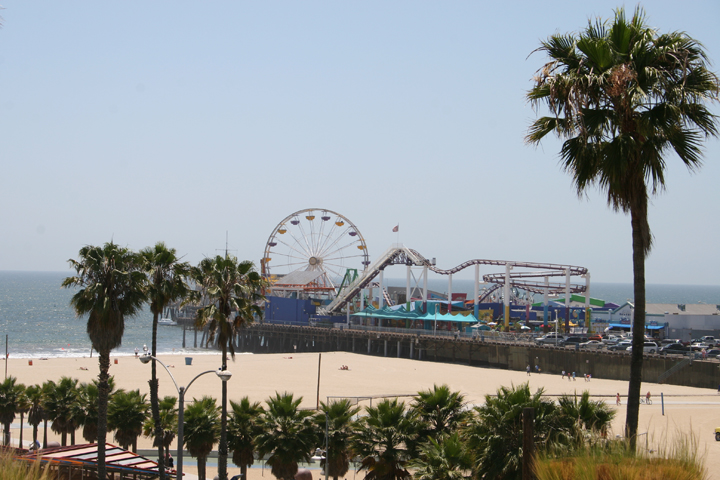
Muelle de Santa Mónica.

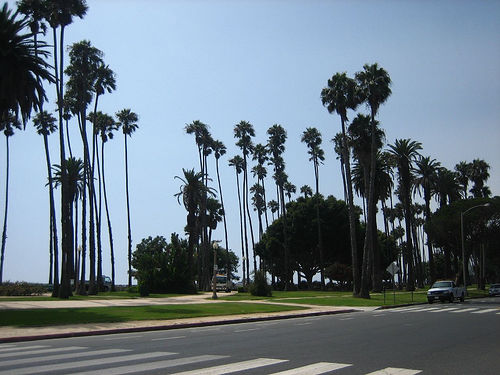
Palmeras en Ocean Avenue.

El histórico Muelle de Santa Mónica, que sobresale del océano Pacífico en la intersección de las avenidas Ocean y Colorado, simboliza el corazón de Santa Mónica y es uno de los lugares más fotografiados del mundo. Es también famoso porque allí es el final de la histórica Ruta 66, que recorre el país del noreste al suroeste.
La Playa Estatal de Santa Mónica (Santa Monica State Beach) es la principal playa de la ciudad. Tiene unos tres kilómetros de largo.
La 3rd Street Promenade es un calle de tiendas, cafés, cines y otros establecimientos comerciales. La calle incluye tres cuadras completamente peatonales.
Debido a su clima benigno, Santa Mónica se convirtió en una famosa ciudad de vacaciones desde principios del siglo XX. La ciudad ha experimentado un boom desde finales de los años 1980 que ha llevado a la revitalización de su centro, un significativo aumento laboral y el incremento del turismo. 

## Personas destacadas
- Shirley Temple (1928-2014), actriz y diplomática.
- Robert Redford (n. 1936), actor y director de cine.
- Frank Owen Gehry (n. 1929), arquitecto, ganador del Premio Pritzker.
- Tobey Maguire (n. 1975), actor de cine.
- Courtney Cox (n. 1964), actriz de cine y televisión, conocida por interpretar a Monica Geller en la serie de televisión Friends.
- Gloria Stuart (1910-2010), actriz de cine, teatro y televisión.
- Christina Ricci (n. 1980), actriz de cine.
- Miles Davis (1926-1991), trompetista de jazz.
- Jay Adams (1961-2014), patinador profesional.
- Tony Alva (n. 1957), patinador profesional.
- Kevin Love (n. 1988), jugador de baloncesto.
- Tyler Posey (n. 1991), actor de cine.
- Randy Rhoads (1956-1982), gran guitarrista de heavy metal.
- Brian Ray (n. 1955), guitarrista y bajista de Paul McCartney.
- Robert Trujillo (n. 1964), exbajista de Ozzy Osbourne y actual de Metallica.
- Erin Sanders (n. 1991), actriz, modelo, escritora, instructora de yoga.
- Jack Black (n. 1969), actor, cómico y músico estadounidense
- Geraldine Chaplin (n. 1944), actriz hija de Charles Chaplin.
- Dave Navarro (n. 1967), guitarrista de Jane's Addiction y exmiembro de Red Hot Chili Peppers.
- Cameron Monaghan (n. 1993), actor de cine y televisión.
- Lily Aldridge (n. 1985), modelo.
- Sean Penn (n. 1960), actor.
- Alexis Ren (n. 1996), modelo.
- Armie Hammer (n. 1986), actor.
- Joseph Williams (n. 1960), cantante del grupo Toto.
- Hannah Marks (n. 1993), actriz, guionista y directora de cine.